# 춘화연애담
《춘화연애담》은 2025년 2월 6일부터 2025년 3월 6일까지 방송중인 TVING 목요드라마다.

## 기획 의도
왕실 적통 공주인 화리공주가 남편을 직접 낙점하는 '부마 직간택'을 위해 세상 밖으로 나와 자유로운 연애를 즐기며 벌어지는 로맨스

## 제작진

### 제작사
- 비욘드제이
- SLL

### 제작
- 이태희
- 백충화 : 제작사 와이랩 플렉스 대표.

### 극본
- 서은정: 드라마 〈순풍산부인과〉, 〈뉴 논스톱〉, 〈내일 지구가 망해버렸으면 좋겠어〉 등을 공동 집필했다.

### 연출
- 이광영

## 등장 인물

### 주요 인물
- 고아라 : 화리공주 역
- 장률 : 최환 역
- 찬희 : 이장원 역

### 그 외 인물
- 배윤규 : 김민홍 역
- 손우현 : 이승 역
- 임화영 : 인정 역
- 한승연 : 이지원 역
- 김택 : 화성대군(이열) 역
- 도연진 : 화진옹주 역
- 박원상 : 왕 역
- 박선영 : 중전 역
- 박솔미 : 숙빈(후궁 김씨) 역
- 최광일 : 김병길 역
- 엄효섭 : 이재상 역
- 박선영 : 이장원의 어머니 역
- 고건한 : 화잉군(이영) 역
- 박현정 : 초월 역
- 윤서현 : 박시헌 역
- 김시헌 : 심학도 역 - 효진 옹주 남편
- 성령 : 혜란 역
- 진소연 : 박 씨 부인 역
- 최윤라 : 희련 역

### 특별 출연
- 성준 : 박채준 역
- 박하선 : 효진 옹주 역 - 화리공주의 고모

## 참고 사항
- 이희정 작가의 소설 '춘화연애담'과 제목이 같지만 별개의 작품이다.
- 동명이인인 박선영(1970년)과 박선영(1976년)이 한 드라마에 출연했다.